# إتش جونز

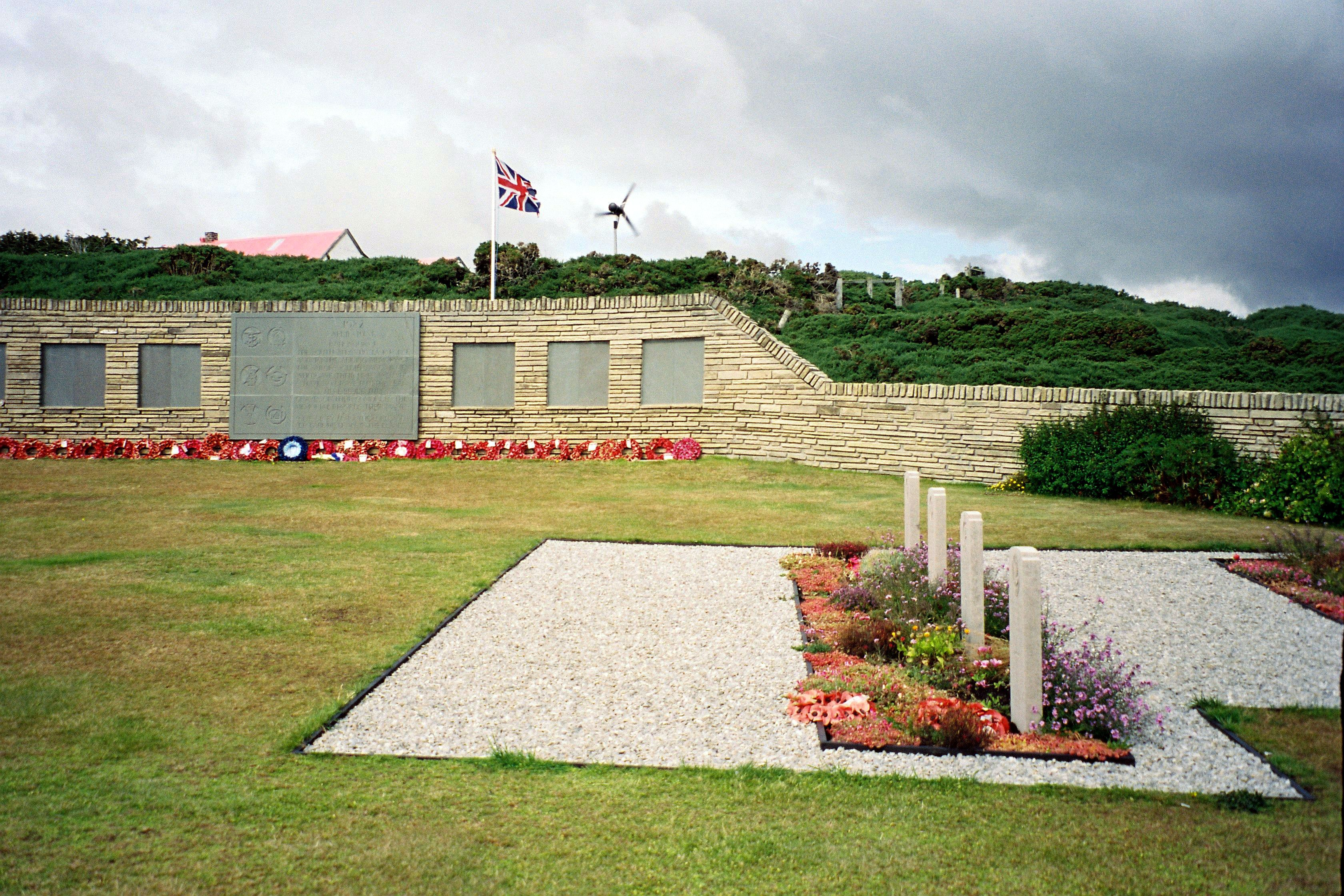
النصب التذكاري ومقبرة سان كارلوس، جزر فوكلاند

إتش جونز (بالإنجليزية: H. Jones) هو ضابط بريطاني، ولد في 14 مايو 1940 في باتني ‏ في المملكة المتحدة، وتوفي في 28 مايو 1982 في Goose Green ‏ في المملكة المتحدة.